# کوووشن
کوووشن (به لهستانی:  Kołoszyn) یک روستا در لهستان است که در گمینا دالیکوو واقع شده‌است.